# Отмена крепостного права в Польше
Отмена крепостного права в Польше происходила в течение определённого периода времени. В конце XVIII в. реформаторское движение в Польше вылилось в конституцию от 3 мая 1791 г., которая формально взяла крестьянство под защиту государства (позже конституция была отменена в 1792 г. польскими магнатами, поддерживаемыми российским правительством). Полная отмена крепостного права была провозглашена Поланецким универсалом 7 мая 1794 г., но через год Польша окончательно была разделена её соседями. В XIX веке в прусской, австрийской и российской частях Польши происходили различные реформы. Крепостное право было отменено в Пруссии в 1807 г., в Австрии в 1848 г., в России в 1861 г. (1864 г. в Царстве Польском).

## После разделов
После Первого раздела Польши 1772 года оказавшиеся на австрийской территории польские крестьяне ощутили некоторые изменения, особенно после Патента о крепостном праве 1781 года. Реформированное крепостное право предоставило крестьянам наследственное владение землей, их нельзя было снять с земли без постановления суда, крепостное право было ограничено тремя днями в неделю, крепостные дети могли получать образование вне сельского хозяйства, а государственный контроль и управление были расширены. Крепостным все же по-прежнему не позволялось покупать землю в личную собственность.
Прусский король Фридрих Великий, получив значительное количество земель в ходе первого раздела Польши, приступил к проведению в них реформ, включавших в себя и отмену крепостного права. Польские крестьяне в прусских границах получили гарантию запрета на выселение с земли без постановления суда; они имели право выкупить себя из крепостного права и отправить детей получать образование вне сельского хозяйства. Однако немецкие колонисты пользовались льготами по сравнению с польскими крестьянами. В любом случае, прусские реформы не зашли так далеко, как австрийские.
К польским крестьянам, оказавшимся в пределах России, предъявлялись ещё более суровые требования крепостного права, чем в Польше. Они также должны были служить в императорской армии.

## XIX век
Крепостное право было отменено в Варшавском герцогстве 22 июля 1807 г., а в Пруссии позже в том же году, 11 ноября 1807 г. Реформы в Царстве Польском существенно не изменили положение крестьян. В 1830—1850 годах нарастал конфликт между крепостными, активистами, выступавшими против крепостничества, и правительствами, выступающими за крепостничество, с усилением беспорядков и крестьянских восстаний, особенно в Пруссии и Австрии. В Пруссии многочисленные более мелкие реформы улучшили положение крестьян, в Австрии реформы были вызваны Краковским восстанием 1846 года и Весной народов 1848 года, что привело к отмене крепостного права в 1848 году. В 1846 году в Царстве Польском крестьяне получили защиту от изгнания со своей земли, а также были реализованы некоторые другие полезные изменения. В то же время волнения в деревнях продолжались, затронув около 20 % оставшихся в крепостном состоянии. Вслед за Освободительной реформой 1861 г. в Западном крае и Январским восстанием 1863—1864 гг. была проведена освободительная реформа, выходящая за рамки Российской империи. В частности, крестьянам было разрешено вернуть некоторые территории, с которых они были изгнаны в прошлом.
В Австрии и России многие реформы, улучшающие положение крестьян на польских территориях, были подстегнуты и ускорены желанием правительства обеспечить крестьянскую поддержку себе, а не польским активистам.